# Soapy Smith
Jefferson Randolph « Soapy » Smith II, né le 2 novembre 1860 à Newnan dans le comté de Coweta et mort le 8 juillet 1898 à Skagway, est un escroc et gangster américain des organisations criminelles de Denver et Creede au Colorado et à Skagway en Alaska.

## Premières années
Jefferson Randolph est né dans le Comté de Coweta, dans une famille riche et de bonne éducation. Son grand-père était propriétaire d'une plantation et son père, avocat.  À la fin de la guerre de Sécession, la famille était ruinée et déménagea en 1876 à Round Rock, au Texas afin de recommencer à zéro.
Smith quitta son domicile peu après la mort de sa mère. Peu de temps auparavant, il avait assisté à la fusillade du hors-la-loi Sam Bass.  C'est à Fort Worth qu'il commença sa carrière d'escroc. Il forma un gang de voleurs, et bientôt, devint un parrain notoire.

## Carrière criminelle
Smith passa les 22 années suivantes en tant que chef de gang. Celui-ci était composé d'escrocs tels que Texas Jack Vermillion (en) et que Ed "Big Ed" Burns (en),.  Le gang, connu sous le nom de Soap Gang se déplaça de ville en ville, multipliant les victimes.

## Chef criminel àDenver
En 1879, Smith déménagea à Denver. Les escrocs se déplaçaient généralement afin d'éviter la prison mais la puissance de Smith et de son gang grandissait tellement qu'il influença la mairie, lui permettant ainsi de rester à Denver.  En 1887, il est, à ce que l'on dit, impliqué dans la plupart des escroqueries de la ville. Les journaux de Denver rapportent qu'il contrôle les criminels de la ville, les jeux d'argent de la pègre et l'accuse de corrompre les politiciens et le chef de la police.

### Trivoli Club
En 1888, Soapy ouvrit le Trivoli Club, à l'angle sud-ouest du marché et de la dix-septième rue, qui était un saloon et une maison de jeu. La légende veut qu'au-dessus de la porte d'entrée, il y ait une pancarte disant : « Caveat emptor » soit, en français, « Que l'acheteur soit vigilant ». Le frère cadet de Soapy, Bascomb Smith, rejoignit le gang et ouvrit un magasin de tabac qui, à l'arrière boutique, servait à des parties malhonnêtes de poker et à d'autres escroqueries.

### Politique et autres escroqueries
L'influence de Soapy sur les hommes politiques était si grande que, lorsque des policiers patrouillaient dans les rues, ils n'arrêtaient ni lui, ni les membres de son gang. S'ils le faisaient, une libération rapide de prison était facilement organisée. Un procès pour fraude électorale après les élections municipales de 1889 attira l'attention sur la corruption et les paiements de Soapy envers le maire et le chef de la police. Cela fut d'ailleurs rapporté dans les journaux locaux.
Soapy ouvrit un bureau tout près de son Trivoli Club à partir duquel il dirigera la plupart de ses opérations.
Soapy avait beaucoup d'ennemis, de rivaux qui enviaient sa position de « boss ». Il subit plusieurs tentatives de meurtres et tua plusieurs de ses assaillants. Il était de plus en plus connu pour ses jeux de hasard et son mauvais tempérament. 
Smith était également généreux avec les organismes de bienfaisance, donnant à de nombreuses organisations ainsi qu'à des églises non-confessionnelles afin d'aider les pauvres. [réf. souhaitée]

### Conflit avec leRocky Mountain News
En 1883, le Rocky Mountain News lance une campagne contre la corruption et le crime à Denver. Il vise en particulier "Soapy Smith" en le dénonçant comme un escroc propriétaire du "Trivoli Club", un saloon et d'un "marché boursier des choses sûres" lui permettant de plumer les épargnants. Le rédacteur en chef John Arkins est blessé à coups de canne par ce dernier, qui l'accuse d'avoir causé du tort à sa femme et ses enfants.

## Creede
En 1892, Smith décida de vendre le Trivoli Club à cause des campagnes contre les jeux et des réformes sur les saloons et de déménager à Creede, dans le Colorado, une ville en plein essor minier. En utilisant les prostituées de Denver afin de flatter les propriétaires et de les convaincre de signer plus de contrats de location, il acquit de nombreuses parcelles dans la rue principale de Creede.
Une fois qu'il eut acquis assez d'alliés, il déclara qu'il était le "boss".
Avec William Sidney "Cap" Light (en), un membre de son gang comme shérif adjoint, Soapy commença son second empire, ouvrant une salle de jeu et un saloon appelé Orleans Club. Il acheta et exposa brièvement un homme pétrifié, surnommé "Mc Ginty" en demandant 10 cents pour droit d'entrée.
L'essor de Creede diminuant rapidement, Soapy revint à Denver. Il est parti au bon moment car le 5 juin 1892 un énorme incendie ravagea une partie de la ville. Parmi les bâtiments perdus dans les flammes, il y avait son saloon, Orleans Club.

## Retour à  Denver
À son retour à Denver, Smith ouvrit de nouveaux commerces qui servaient à diverses escroqueries. Le pouvoir de Soapy augmentait de plus en plus, à un point tel qu'il admit à la presse qu'il était un escroc et qu'il ne voyait rien de mal à ça. Il déclara d'ailleurs à un journaliste en 1896 : « I consider bunco steering more honorable than the life led by the average politician. » (« Je considère que la direction d'escroqueries est plus honorable que la vie de politicien. »)
Le nouveau gouverneur du Colorado, Davis Hanson Waite, élu du parti populiste, décida de lutter contre la corruption parmi les fonctionnaires. Tous ceux qui avaient leur emploi menacé ou qui le croyaient se regroupèrent dans l'hôtel de ville. Lorsque le gouverneur demanda l'aide de l'armée pour les déloger, ils vinrent avec deux canons et deux mitrailleuses gatling. Soapy rejoignit les policiers corrompus et fut nommé shérif-adjoint. Lui et plusieurs de ses hommes montèrent au sommet de la tour centrale de la ville avec des fusils et de la dynamite afin de repousser les assaillants. La lutte contre la corruption fut finalement menée aux tribunaux où Soapy joua un rôle important.
Le gouverneur Waite accepta donc de retirer les militaires et que ce soit la Cour Suprême du Colorado (en) qui tranche l'affaire. La cour convint que le gouverneur avait le droit de remplacer les policiers corrompus mais qu'il avait eu tort de déclencher ce que l'on appellera plus tard « The City Hall War », soit, en français, « La guerre de l'hôtel de ville ».
Waite ordonna la fermeture de tous les tripots, les saloons et les maisons closes. Soapy tira parti de la situation en faisant effectuer des arrestations frauduleuses dans ses maisons de jeux à l'encontre des clients qui avaient perdu des sommes importantes dans des parties truquées de poker et qui se trouvaient dans l'incapacité de payer.
À la fin, Soapy et son frère Bascomb Smith étaient devenus trop connus et même les fonctionnaires les plus corrompus de la ville ne pouvaient plus les aider. Leur influence diminua et leur empire commençait à s'effriter. Lorsqu'ils ont été accusés de meurtre, Bascomb s'est fait emprisonner tandis que Soapy a réussi à s'enfuir devenant ainsi un homme recherché au Colorado et en laissant Lou Blonger (en) et son frère Sam, qui étaient des ennemis du clan de Soapy, récupérer le contrôle qu'il avait jusqu'alors sur les criminels de Denver.
Avant de partir, Soapy essaya de convaincre le président mexicain Porfirio Diaz que son pays avait besoin des services d'une légion étrangère, composée de "durs" américains. Soapy, devenu connu sous le nom de « Colonel Smith », réussit à organiser un bureau de recrutement avant que l'accord ne soit rompu.

## Skagwayet laRuée vers l'or du Klondike

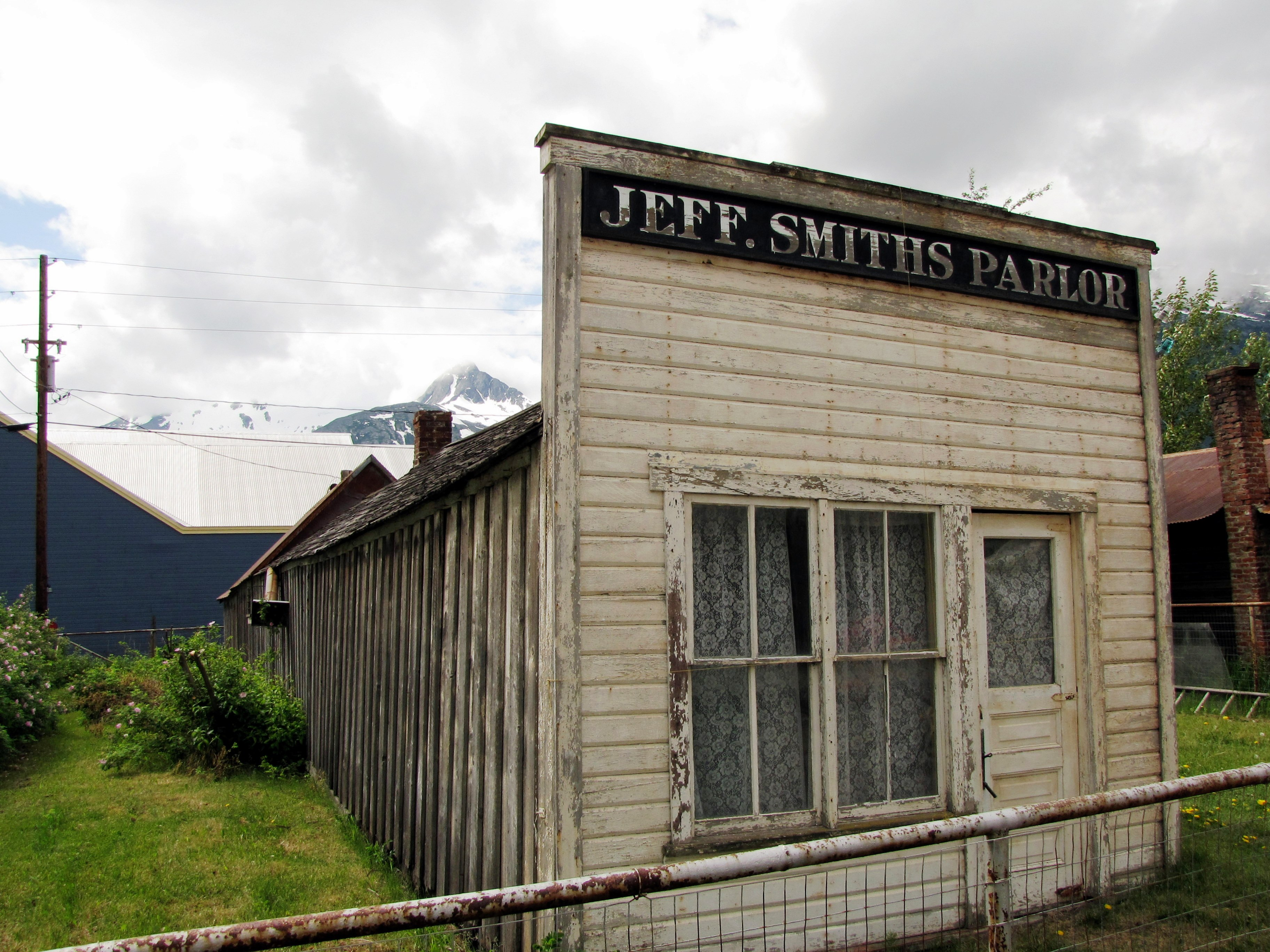
Jeff. Smiths Parlor, le centre des opérations de Soapy

En 1897, alors que la ruée vers l'or au Klondike débutait, Soapy déplaça ses opérations à Skagway. Là-bas, il créa son troisième empire de la même façon dont il avait créé les deux premiers, ceux de Denver et de Creede. Il mit les Marshals de la ville à son service et commença à se chercher des alliés afin d'avoir une bonne prise de contrôle. Soapy ouvrit un faux bureau de télégraphe dont le fil ne passait pas le mur. Non seulement le bureau de télégraphe obtenait des droits pour "envoyer" les messages des clients mais en plus ces victimes perdaient encore plus d'argent en allant jouer au poker avec leurs nouveaux « amis ». Cette ligne de télégraphe resta à Skagway jusqu'en 1901. Soapy ouvrit également en mars 1898 un saloon appelé Jeff Smith's Parlor qui lui servait de base pour diriger toutes ses opérations. La ville de Skagway ayant déjà un bâtiment municipal, le saloon de Soapy fut bientôt connu sous le nom de « the real city hall » - « Le vrai hôtel de ville ».
Les hommes de Soapy jouaient des rôles très variés - du journaliste au membre du clergé - et ce, dans le but de se lier d'amitié avec les nouveaux venus afin de déterminer la meilleure manière de les dépouiller de leur argent. Les nouveaux venus étaient pilotés par leurs « amis » qui les conduisaient à de malhonnêtes sociétés maritimes, à des hôtels ou à des maisons de jeu jusqu'à ce qu'ils soient ruinés.
Lorsqu'un groupe de justiciers, « The Committee of 101 » menaça d'expulser Soapy et son gang, celui-ci forma son propre groupe, la société de la Loi et de l'Ordre (« law and order society ») afin de forcer les justiciers à se soumettre.
Pendant la guerre hispano-américaine en 1898, Smith monta sa propre armée de volontaires avec l'approbation du département de la guerre. Elle fut bientôt connue sous le nom de « Skagway Military Company » et Soapy en était capitaine. Smith écrivit au président William McKinley et obtenu la reconnaissance officielle de sa compagnie, ce dont il se servit pour renforcer son contrôle de la ville.

## Sa mort

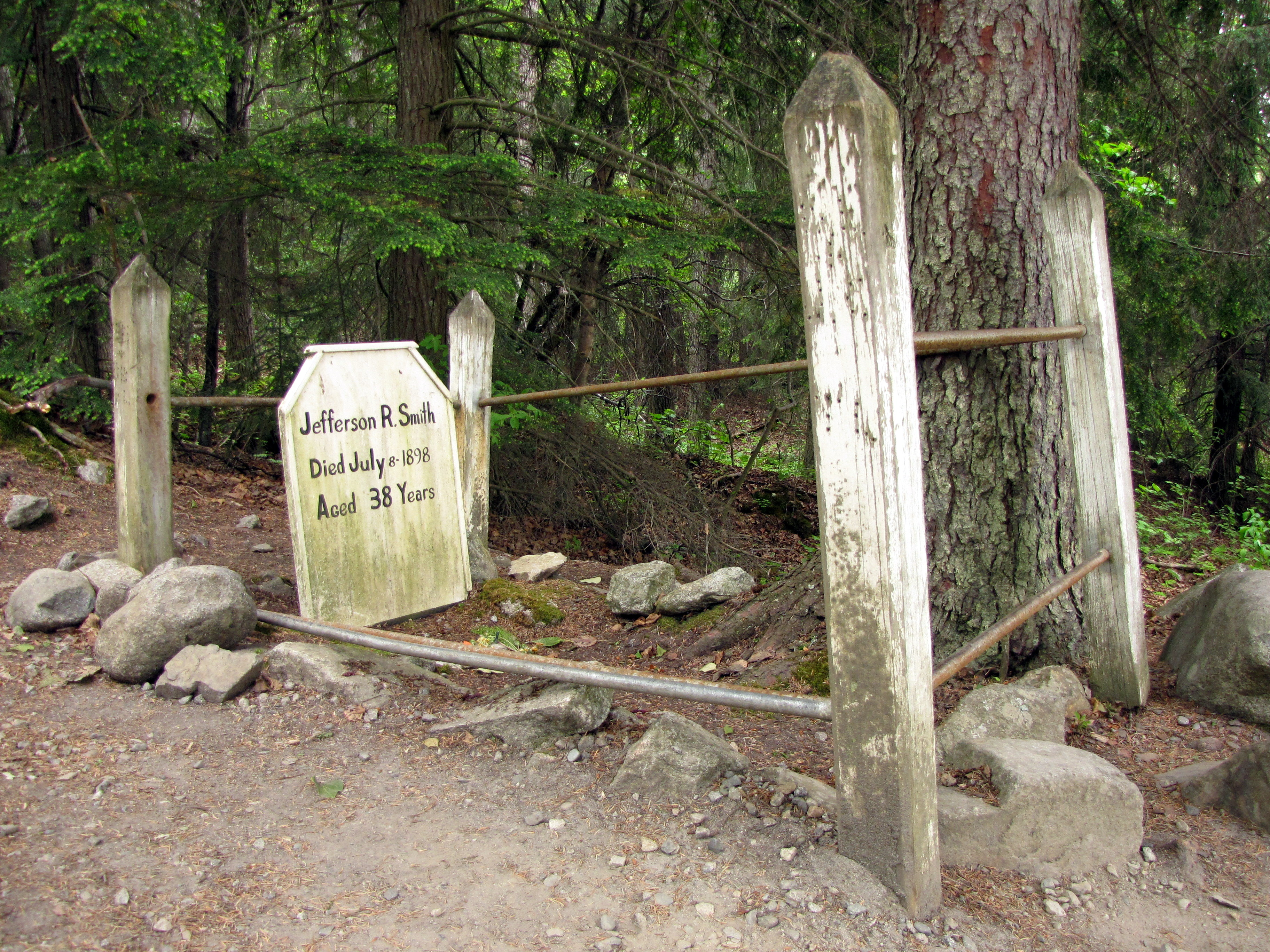
Tombe de Soapy Smith

Le 7 juillet 1898, John Douglas Stewart, un mineur revenant du Klondike, vint à Skagway avec un sac d'or d'une valeur de 2700 $ ($ 71 093 en dollars de 2009.) Trois membres de gangs convainquirent le mineur à participer une partie de bonneteau. Lorsque Stewart hésita à payer ses dettes, les trois hommes saisirent le sac et s'enfuirent avec. « The Committee of 101 » exigea que Soapy rende l'or, mais il refusa, arguant que Stewart avait perdu « honnêtement ».
Dans la soirée du 8 juillet 1898, ce groupe d'autodéfense organisa une réunion sur le quai Juneau. Une carabine Winchester posée sur son épaule, Soapy commença une discussion avec Frank Reid, l'un des quatre gardes bloquant le passage vers le quai. Une fusillade, connue sous le nom de « shootout on Juneau Wharf (en) » débuta de façon inattendue vers 21 heures 15 et les deux hommes furent mortellement blessés.
Les derniers mots de Soapy furent : « My God, don't shoot! » – en français, « Mon Dieu, ne tirez pas! ». Des lettres venant de J. M. Tanner, un des gardiens qui était avec Reid cette nuit-là, indiquent que ce serait un autre qui tira le coup final.
Soapy est mort sur le champ d'une balle dans le cœur. Il avait également reçu une autre balle dans la jambe gauche ainsi qu'une grave blessure au coude. Reid mourut douze jours plus tard des conséquences d'une balle reçue dans la jambe et d'une autre à l'aine.
Les trois membres du clan de Soapy qui avaient volé l'or de Stewart écopèrent de peines de prison.
Soapy Smith a été enterré plusieurs mètres en dehors du cimetière. Chaque année, le 8 juillet, des veillées funèbres sont organisées aux États-Unis en l'honneur de Soapy. Sa tombe et son saloon sont les lieux les plus visités de Skagway.

## Dans la culture populaire
Il a inspiré Carl Barks pour créer, en 1965, le personnage de Soapy Slick, qui est un ennemi de Picsou. Don Rosa reprendra ce personnage dans la jeunesse de Picsou apparaissant notamment à Skagway et à Dawson City, et en profitera pour y expliquer l'origine de ce personnage,.
Il est également présent dans un album de Lucky Luke, le Klondike, dans son propre rôle en tant que tenancier d'un faux télégraphe. Cette fois-ci toutefois, il est situé à Dawson City plutôt qu'à Skagway.